# Anthocephala
Anthocephala és un gènere d'ocells de la subfamília dels troquilins (Trochilinae) dins la família dels troquílids (Trochilidae), endèmic de Colòmbia.

## Taxonomia
Antany eren considerat un gènere monoespecífic. Actualment ha estat separat en dues espècies arran estudis recents.
- Anthocephala floriceps - colibrí florit de Santa Marta.
- Anthocephala berlepschi - colibrí florit de Tolima.